# Calle José Tomás Borrego
La Calle José Tomás Borrego, conocida siempre como Calle del Peñón, es una vía ubicada en el centro histórico de Conil de la Frontera, en la provincia de Cádiz (Andalucía, España). Tiene una longitud aproximada de 140 metros y conecta la Calle Alta, en su extremo norte, con la Calle Cádiz, al sur. Es atravesada por otras calles del núcleo urbano, como Sagasta y General Gabino Aranda.

## Historia
El nombre actual fue adoptado en 1887 en homenaje a José Tomás Borrego y Mihura, quien fue alcalde entre 1880. Durante su mandato, Borrego participó activamente en la vida municipal, presidiendo sesiones del ayuntamiento conileño y promoviendo diversas actividades locales.
La calle se encuentra en el casco antiguo del municipio y forma parte del entramado urbano tradicional. En sus inmediaciones se encuentra la Casa de los Borregos, edificio de estilo neoclásico construido entre 1802 y 1804, que constituye un ejemplo representativo de la arquitectura local.